# 下纽约湾

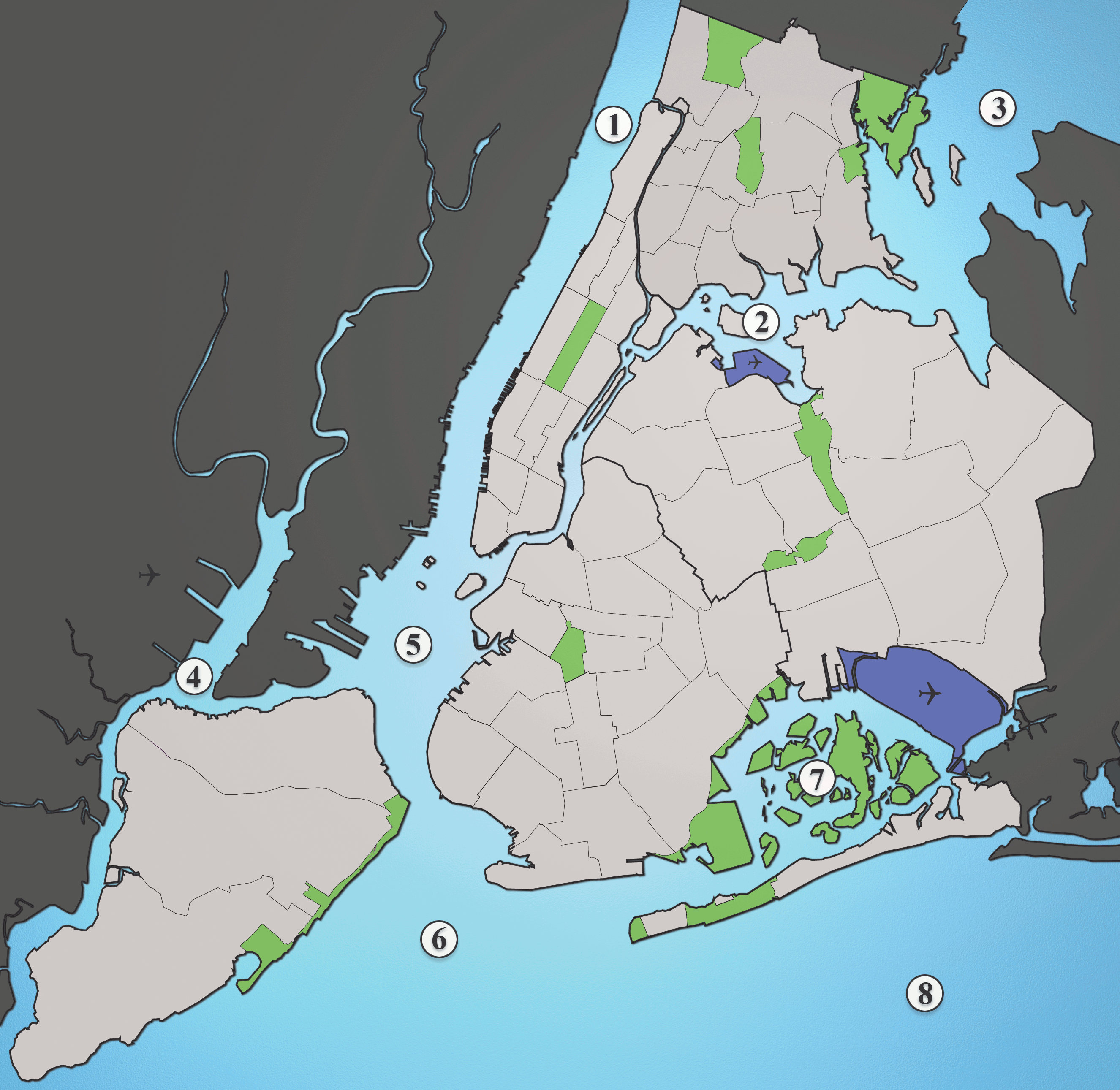
纽约港水域图。①哈德逊河；②东河；③长岛海峡；④纽华克湾；⑤上纽约湾；⑥下纽约湾；⑦牙买加湾；⑧大西洋

下纽约湾是指美國纽约湾位于纽约湾海峡以外的部分水域，亦称下湾，该湾经哈德逊峡谷直接注入大西洋，而哈德逊峡谷是一条从下纽约湾向东南方流经数百英里注入大西洋的潜水道。
下纽约湾大致上呈三角形，它的北部边界为史坦登岛和长岛，南部边界为新泽西大陆。除哈德逊河（经纽约湾海峡流入下纽约湾）外，亦有亚瑟水道、拉里坦河及一些溪流注入该湾。
亚瑟水道与拉里坦河交汇处附近的海湾区域称为拉里坦湾。海湾进入大西洋的口门位于新泽西的桑迪胡克与长岛上的罗卡威两块陆地间之间。
历史上，下湾是纽约港的主要海运通道，近来为纽华克港-伊丽莎白航运码头的主要海运通道。
从美洲原住民德拉瓦族的时代起，下湾就是一座富饶的渔场，但当地的渔业在20世纪由于污染而被迫退出历史舞台。19世纪时，史坦登岛南部的浅滩曾是一座富饶的牡蛎养殖场。